# Eusimonia dentapicalis
Espèce
Eusimonia dentapicalis est une espèce de solifuges de la famille des Karschiidae.

## Distribution
Cette espèce est endémique du Gansu en Chine. Elle se rencontre dans les xians de Jinta et de Linze.

## Description
Le mâle holotype mesure 13,21 mm et la femelle paratype 12,72 mm, les mâles mesurent de 11,32 à 16,64 mm et les femelles de 12,32 à 15,39 mm.

## Systématique et taxinomie
Cette espèce a été décrite par Fan, Zhang et Zhang en 2024.

## Publication originale
- Fan, Zhang & Zhang, 2024 : « First report of the family Karschiidae (Arachnida, Solifugae) from Gansu Province, China, with description of two new species. » Zootaxa, no 5492(3), p. 369–394.